# Isa Çelebi
Isa ou Isou (Jésus en arabo-turc) Çelebi, né vers 1380 et mort en 1407, était un prince ottoman.

## Biographie
Prince et 3e fils de Bayezid Ier, il se battit contre ses frères pour être sultan mais fut tué par ses frères Moussa et Mehmed Ier. Il était par ailleurs neveu de Yakub Çelebi.

## Littérature
Il est curieux de voir que dans le roman catalan Jacob Shalabin (pour l'historique Yakub Çelebi), la belle-mère indigne du héros porte le nom de Issa, ou Isa, Shalabine. L'auteur anonyme du roman a probablement donné le nom du personnage historique à une femme parce que pour un Occidental, Isa avait l'apparence d'un prénom féminin renvoyant à Isabelle. Il faut remarquer que le correspondant féminin du turc Çelebi (Seigneur) est Hatun (Dame).